# Ambodiharina
Ambodiharina este un oraș și o comună în Districtul Mahanoro, regiunea Atsinanana din Madagascar.
Este situat în apropierea coastei și pe partea de sud a gurii râului Mangoro, și la sud de Mahanoro (orașul principal al districtului). Satul Salehy se află vizavi de oraș, pe partea de nord a râului.
Locuitorii sunt din poporul Betsimisaraka. Cercetările antropologului american Jennifer Cole s-au concentrat pe amintirile lor despre colonialism.
Populația comunei în anul 2001 era de 20.217 locuitori. Potrivit lui Cole, populația satului în aceeași perioadă era de 1.500 de locuitori.
Drumul cunoscut sub numele de Route nationale 11 (Madagascar) trece prin sat, deși trebuie să traversați râul cu barca pentru a merge spre nord pe drumul spre Mahanoro.